# Тистол, Олег Михайлович
Олег Михайлович Тистол (укр. Олег Михайлович Тістол; род. 25 августа 1960, Сырово) — художник, представитель украинского необарокко, один из лидеров  Новой украинской волны.

## Биография
Олег Тистол родился в селе Сырово Николаевской области в семье Михаила Федоровича Тистола, ученого-агронома.
В 1970 году его мать, Болгарина (Тистол) Валентина Сергеевна получает должность начальника областного управления культуры и Олег с родителями переезжает в Николаев. Своё художественное образование он начинает в 1972 году в детской художественной школе, открывшейся в Николаеве по инициативе его матери. В 1974 году Олег поступает в Республиканскую художественную среднюю школу им. Т. Г. Шевченко на отделение живописи и уезжает в Киев.
В 1978—1979 годах работает художником-оформителем в Николаевском худфонде. С 1979 по 1984 годы учится в Львовском государственном институте декоративно-прикладного искусства (ныне Львовская национальная академия искусств).
С 1984 по 1986 годы служит в Советской Армии в в/ч Макаров-1, соединение 31600, где знакомится с Константином (Винни) Реуновым.
В 1988 году женится на художнице Марине Скугаревой.
Участвуя в 1-й советско-американской выставке «Совиарт», Олег Тистол знакомится с художником Дмитрием Канторовым, который приглашает его в московский сквот «Фурманный переулок». В конце 1988 года Тистол и Реунов в сотрудничестве с куратором Ольгой Свибловой начинают выставлять свои работы в Глазго, Рейкьявике, Хельсинки.
С 2002 по 2009 годы работает с куратором Ольгой Лопуховой. (Совместный проект — «Худфонд» (2009))
С 1993 года живёт и работает в Киеве.

## Творчество
Произведения Олега Тистола (живописные полотна, масштабные инсталляционные проекты, фотографии, скульптура и художественные объекты) всегда находились в центре активного творческого поля, свидетельство тому — постоянное участие в международных художественных событиях.
Сложившись на границе советской и постсоветской эпох, искусство Тистола соединило критику советской культуры, переоценку её клише и витальную, радостную, игровую атмосферу. Совмещая в своих работах национальные и советские символы, мифы и утопии, Тистол открыл для себя феномен симулякра — «копии, не имеющей оригинала», ту парадоксальную самодостаточность советской "наглядной агитации" как замены несуществующих предметов, которая неожиданным образом связывает её с поп-артом. Тистола заинтересовала её формально-эстетическая сторона — трафареты, растры, гладко закрашенные поверхности.
Ранние работы Тистола — картины («Воссоединение» (1988), «Прощание славянки» (1989), «Упражнение с булавами» (1989), «Зиновий-Богдан Хмельницкий» (1988)), представляющие главные черты украинской «новой волны» — яркую экспрессивность, подчеркнутую «преувеличенность», объединялись у художника с поставангардной интерпретацией исторических сюжетов, образов, мотивов национальной культуры.
В 1987 году Олег Тистол и Константин Реунов объявили программу «Волевая грань национального постэклектизма», главной идеей которой стало стремление очертить национальное пространство как тему для изучения, обновить и переосмыслить художественный язык, традиции искусства и сами основы живописи. Объектом исследования украинских художников стала национальная традиция, которую часто отождествляют с «казацким барокко». Двусмысленность стереотипов, возникших на этой основе, отечественная мифологичность мировоззрения и ретроспективность ориентаций были представлены как драма культуры, как её традиционные черты.
С 1984 года Олег Тистол начал работать над проектом «Украинские деньги». Проект растянулся до 2001 года (в начале 1990-х к нему присоединился Николай Маценко): из рисунков и офортов он превратился в огромные живописные панно и инсталляции. В проекте Олега Тистола банкноты представлены как категория культурно-символическая, не только фиксирующая историю национальной государственности (в 1918 году дизайн «украинских карбованцев» разрабатывали такие выдающиеся художники как Г. Нарбут, М. Бойчук, А. Богомазов), но и отражающая главные черты украинской современности. В его проекте денег исторические «украинские бренды» — легендарная Роксолана, гетманы, всадники-казаки, геральдические фигуры и псевдобарочные узоры прочитываются через советскую эстетику трафаретов и клише. Художник вводит призраки национального мифа в определенность «маркированных пространств» современного рынка.
Параллельно, с середины 1990-х, вместе с Николаем Маценко, Олег Тистол работает над проектом «Нацпром» — исследованием национальных стереотипов, зафиксированных в предметной среде. В их совместных работах «Музей Ататюрка», «Музей Архитектуры», «Музей Украины», «Мать городов», сочетающих живопись, фотографию и художественные объекты, архитектура рассматривается как декорация, оформляющая жизненные спектакли. Прошедшие сквозь фильтры авторского видения известные и рядовые сооружения становятся миражами, в любую минуту готовыми уступить место новым строительным фантазиям. Работы художников привлекают внимание к чрезвычайно актуальной на Украине теме — манипуляции историческим наследием, популярности «архитектурных реконструкций», заполняющих историческую застройку городов стилизованными муляжами.
Тему «стереотипов» Олег Тистол продолжает в цикле картин «Национальная география» (1998 – 2004), где к ней присоединяются проблемы аутентичности и глобализации. Материалом для картин послужили старые иллюстрированные журналы с фотографиями «народов мира». Национальная экзотика рассматривается здесь как актуальная стратегия «продажи локальных брендов на глобальном рынке» .
События Оранжевой революции 2004 года, когда вся страна часами не отходила от телеэкранов, следя за развитием политической ситуации, для Тистола стали импульсом к созданию своей версии «постмедийной картины» — проекта «TV + реализм». Художника заинтересовали метаморфозы, которые претерпевает образ на экране, превращая человеческую индивидуальность в плоский медийный имидж. Перенося теле-изображения на полотно, художник трактует их как готовые объекты, способные становиться дважды иллюзорными, когда иллюзорность живописи накладывается на иллюзорность экрана. 
 Переводя теле-картинку в формат картины, используя принцип разложения частот, пиксельную природу медиа-изображения, художник подключает её к традициям сюжетной живописи, выстраивая пространство холста по её классическим законам.
Цикл картин Олега Тистола «Горы» демонстрирует его метод работы со стереотипом. Начатый в 1987 году, проект состоит из серий «Пейзаж», «Синай», «Кавказ», «Казбек» и «Арарат». Все работы цикла построены по единому принципу: на полотнах, перекрытых полосами локального цвета, реалистично написаны вершины гор, поверх полос расположены трафаретные орнаменты. Лаконичные «Горы» Тистола наполнены игрой смыслов, символов и шифров. Этот цикл имеет свою историю: картинка на пачке папирос «Казбек» — цитата известного произведения художника Е. Лансере. Тистол из внехудожественного, бытового пространства возвращает «картинку» в пространство новой картины, но не простым повторением, а как знак, в котором есть художественные и нехудожественные смыслы.
С 2006 года Олег Тистол работает над проектом «Ю. Бе. Ка» («Южный берег Крыма»). Продолжая свой поиск стереотипов, художник находит их в обычном окружении. Главным сюжетом проекта стали пальмы на ялтинской набережной. Так продолжается тема «национальной географии», где Крым — символ места отдыха, вечных каникул, рая. Здесь Тистола привлекает та рукотворная среда, которая делает пейзаж частью культуры, ведь пальмы — не аутентичное дерево Крыма, они были посажены здесь в XX столетии, формируя его «новый стереотип». В «Ю.Бе. Ка.» используются техники фотографии, живописи и рисунка, которые легко переходят из одного в другое. В проект вошли живописные полотна и циклы принтов, фоном для которых послужили страницы школьных тетрадей, беглые заметки, случайные наброски, чеки супермаркетов, счета из гостиниц и прачечных, письма, баннеры прошедших выставок, авиа-билеты.
11 апреля 2013 года, на лондонских торгах аукциона Under the Influence дома Phillips картина Олега Тистола «Раскраска» ушла с молотка за 34 850 фунтов стерлингов ($53 900).

## Участие в биеннале
- 2001 — «Первый украинский проект», 49-я Венецианская биеннале.
- 1996 — «Интерфото», Московская фотобиеннале.
- 1994 — «17-е сентября», 22-я Биеннале искусства в Сан-Паулу.

## Работы находятся в собраниях
- PinchukArtCentre, Киев, Украина.
- Музей Стеделик, Амстердам, Нидерланды.
- Музей истории Москвы, Россия.
- Министерство культуры Турции, Анкара.
- Фонд Christoph Merian Stiftung, Базель, Швейцария.
- Коллекция Нортона Доджа, США.